# ری لاوجوی
ری لاوجوی (انگلیسی: Ray Lovejoy; ۱۸ فوریهٔ ۱۹۳۹ – ۱۸ اکتبر ۲۰۰۱) تدوین‌گر اهل بریتانیا بود.

## فیلم‌شناسی
- ادیسه فضایی (استنلی کوبریک-۱۹۶۸)
- طبقه حاکم (مداک-۱۹۷۲)
- درخشش (کوبریک-۱۹۸۰)
- کرول (ییتس-۱۹۸۳)
- متصدی لباس (پیتر ییتس-۱۹۸۳)
- بیگانه‌ها (جیمز کامرون-۱۹۸۶)
- مظنون (ییتس-۱۹۸۷)
- بتمن (تیم برتون-۱۹۸۹)
- رنگین‌کمان (باب هاسکینز-۱۹۹۶)